# Andrei Wadimowitsch Schljapnikow
Andrei Wadimowitsch Schljapnikow (russisch Андрей Вадимович Шляпников, engl. Transkription Andrey Shlyapnikov; * 13. Januar 1959 in Kostroma) ist ein ehemaliger sowjetischer Sprinter.
Beim Weltcup 1979 in Montreal kam er mit der sowjetischen Mannschaft auf den sechsten Platz in der 4-mal-100-Meter-Staffel.
1980 wurde er bei den Halleneuropameisterschaften in Sindelfingen Fünfter über 60 Meter und erreichte bei den Olympischen Spielen in Moskau über 100 Meter das Viertelfinale.
Bei den Halleneuropameisterschaften 1981 in Grenoble gewann er Bronze über 50 Meter. 1986 trug er bei den Europameisterschaften in Stuttgart mit einem Vorlaufeinsatz zum Sieg der sowjetischen Mannschaft in der 4-mal-100-Meter-Staffel bei.
1980 wurde er Sowjetischer Meister über 200 Meter und Sowjetischer Hallenmeister über 60 und 100 Meter.

## Persönliche Bestzeiten
- 50 m (Halle): 5,76 s, 21. Februar 1981, Grenoble
- 60 m (Halle): 6,65 s, 1. März 1980, Sindelfingen
- 100 m: 10,21 s, 9. Juli 1986, Moskau
- 200 m: 20,91 s, 10. September 1979, Mexiko-Stadt